# 逐次积分
微积分学的逐次积分（英語：iterated integral）是在计算多重积分时将其中一些变量视为任意常数，重复进行多次积分而得到的积分。例如，对于二变量函数f ( x, y )的二重积分， 先将y视为常数，并且关于x积分∫ f ( x , y ) dx ，得到关于y的函数，进一步对y进行积分，这就得到了逐次积分。
{\displaystyle \int \left(\int f(x,y)dx\right)dy}
考虑逐次积分的概念时，重要的一点就是
{\displaystyle \iint f(x,y)\,dx\,dy}
逐次积分与多重积分实际上是兩个不同的概念。但是即使两者不同，但由于富比尼定理，它们在足够宽松的条件下计算出的结果一致。
一种简化的表示法是
{\displaystyle \int dy\int f(x,y)\,dx}
这种记号也很常用，但这并不是∫ dy和∫ f ( x ) dx的乘积。只不过是逐次积分的一种表示方法。
顺序积分是按照dxdy等指定的顺序来计算的，一般是从内到外依次计算。（即先对x积分之后在对y积分）。

## 例子

### 简单的计算
对于逐次积分
{\displaystyle \int \left(\int (x+y)\,dx\right)dy}
的计算，首先将y作为常数，对括号里面关于x 积分（此步骤称为部分积分（英語：partial integration）），
{\displaystyle \int (x+y)\,dx={\frac {x^{2}}{2}}+yx}
这是个常见的单变量积分，之后再对y积分可得
{\displaystyle \int {\Bigl (}{\frac {x^{2}}{2}}+yx{\Bigr )}dy={\frac {yx^{2}}{2}}+{\frac {xy^{2}}{2}}}
要注意的是，在该计算过程中应该出现的积分常数被省略了。第一次进行积分时出现的积分常数对于x来说是一个“常数”，严格来说，它是一个可能包含y的函数。这是因为，对f(x,y)关于x偏微分时，只含有y的项会被当作常数，而常数的导数为0，因此y的项就被消掉了。同样的，在第二次关于y的积分中，应该有关于x的函数被添加为“积分常数”。在这种情况下，多元函数的不定积分没有非常明确的意义。相对于单变量函数的原始函数与不定积分最多就差个常数，多变量函数的原始函数中可能和不定积分有很大的差异。

### 积分顺序
在逐次积分中，计算积分的顺序很重要。例如，对于很多稍微复杂的函数，如果计算顺序改变，结果就会改变。
假设正数单调递增数列 0 < a 0 < a 2 < … 满足a n → 1，定义连续函数g n在开区间 ( a n, a n +1 ) 中不为 0，此外始终为0，此外如果对于任何n 有{\displaystyle \int _{0}^{1}g_{n}(x)dx}，则能定义一个函数f(x,y)
{\displaystyle f(x,y)=\sum _{n=0}^{\infty }(g_{n}(x)-g_{n+1}(x))g_{n}(y)}
这意味着对于每个 ( x, y )，最多有一个非零项。注意到这一点，有
{\displaystyle \int _{0}^{1}\left(\int _{0}^{1}f(x,y)\,dy\right)dx=1\neq 0=\int _{0}^{1}\left(\int _{0}^{1}f(x,y)\,dx\right)dy}
(Rudin 1970)   。

## 相关书籍
- 河野俊丈. . シュプリンガー現代数学シリーズ. シュプリンガージャパン. 2009. ISBN 978-4431706694.河野俊丈. . シュプリンガー現代数学シリーズ. シュプリンガージャパン. 2009. ISBN 978-4431706694.